# Myoreflextherapie
Myoreflextherapie ist eine alternativmedizinische Behandlung gegen Funktionsstörungen des Bewegungsapparates, bei der bestimmte Druckpunkte massiert werden, um Verspannungen zu lösen. Die Methode ist nicht wissenschaftlich fundiert. Angeblich soll sie gegen unterschiedliche belastungsbedingte Muskel- und Gelenkschmerzen helfen, z. B. Schulter-Arm-Syndrom, Rückenschmerzen, funktionelle Knieprobleme und ähnliches.
Erfinder sind der Konstanzer Arzt und Heilpraktiker Kurt Mosetter (geb. 1964) und dessen Bruder Reiner, der keine medizinische Ausbildung hat. Die Mosetters betreiben mehrere Praxen in Konstanz und anderen Städten. Sie bilden Therapeuten in Seminaren nach ihrer Methode aus und zertifizieren sie; die Webseite nennt deutschlandweit ca. 300 Anwender. Nach eigenen Angaben entwickelte Kurt Mosetter seine Methode während eines Medizinstudiums mithilfe von Lehrern der Biokybernetik und Atlastherapie. Auch die Meridianlehre der chinesischen Heilkunde, Ayurveda, Osteopathie und Feldenkrais hätten ihn beeinflusst.
Einige Fußball-Leistungssportler haben sich seit 2013 mit Myoreflextherapie behandeln lassen. Ausgelöst durch die Zusammenarbeit mit Jürgen Klinsmann, haben Medien über Kurt Mosetter und die Myoreflextherapie berichtet. Die Erfolgsberichte sind einzelfallbasiert. Medizinische Studien gibt es bisher nicht, auch die Gebrüder Mosetter selbst haben bisher nur Sachbücher für Laien veröffentlicht. Eine psychologische Dissertation von 2005 beschreibt den Einsatz der Methode gegen tiefenpsychologische Traumata und vergleicht ihre Wirkung mit jener der Dialektischen Therapie.